# Le dolci zie
Le dolci zie è una commedia erotica del 1975 diretta da Mario Imperoli.
Nella seconda parte del film si può ascoltare il brano La strada era bella (musica e testo di Adriano Tomassini e Giancarlo Granieri), tratto dal disco omonimo degli UT.
È l'unico film della sua lunga carriera in cui Marisa Merlini, in una breve scena, accettò di mostrare il seno.

## Trama
Il giovane Libero è un ingenuo ragazzotto, orfano dei genitori, che ancora non pensa al sesso e vive in una fattoria con il sanguigno nonno di cui porta il nome e con la sua convivente, la simpatica ex prostituta Manuela, fino a quando il tribunale non decide di affidarne la custodia a tre sue zie, tutte e tre ancora nubili, che si mettono in testa di fare da navi scuola al ragazzo.

## Edizioni
Il film non ha mai avuto una edizione in DVD, ma è uscito in VHS (in lingua italiana) in Canada negli anni ottanta per l'etichetta Mastro.